# Лангаёган
Лангаёган (устар. Лансинг-Ёган) — река в России, протекает по Ямало-Ненецкому АО. Устье реки находится в 456 км по левому берегу реки Надым. Длина реки составляет 15 км.

## Данные водного реестра
По данным государственного водного реестра России относится к Нижнеобскому бассейновому округу, водохозяйственный участок реки — Надым. Речной бассейн реки — Надым.
Код объекта в государственном водном реестре — 15030000112115300047439.